# Flugplatz Oristano

i7
i11
i13
Der Flugplatz Oristano-Fenosu (ital. Aeroporto di Oristano-Fenosu “Ernesto Campanelli”, IATA-Code: FNU, ICAO-Code: LIER) liegt nahe der Westküste Sardiniens, vier Kilometer östlich von Oristano, an der autobahnähnlichen Staatsstraße 131. 

## Infrastruktur und Nutzung
Der Flugplatz hat eine knapp 1200 Meter lange asphaltierte Start- und Landebahn, die von Nordwesten nach Südosten verläuft (14/32). Es gibt keine parallel zur Piste verlaufenden Rollwege. Im Norden, bei der Landeschwelle 14, befindet sich das Vorfeld mit verschiedenen kleineren Abfertigungseinrichtungen. Der Flugplatz dient vorwiegend der Allgemeinen Luftfahrt und dem örtlichen Aeroclub. Saisonal wurde auch kommerzieller Regionalflugverkehr in Oristano abgewickelt. Auf dem Flugplatz ist eine kleine, für ganz Sardinien zuständige Polizeifliegerstaffel der Polizia di Stato stationiert.

## Geschichte
Der Flugplatz Oristano-Fenosu entstand in den 1930er Jahren als Militärflugplatz. Ergänzt wurde er seinerzeit durch einen ganz in der Nähe, bei Santa Giusta gelegenen Wasserflugplatz für Flugboote. Im Zweiten Weltkrieg entstanden in der Umgebung von Oristano noch weitere militärische Flugfelder, unter anderem bei Guspini und Milis. Nach dem Krieg wurden diese Einrichtungen alle aufgegeben. Das relativ weitläufige Flugplatzgelände von Fenosu blieb jedoch im Eigentum der italienischen Luftwaffe. 1977 gestattete sie die zivile Nutzung durch den örtlichen Luftsportverein. Nachdem sich das Militär 1981 ganz zurückgezogen hatte, begann man in den 1990er Jahren mit Unterstützung der Provinz Oristano mit dem Ausbau des Flugplatzes. Die bisherige Graspiste wurde asphaltiert und verschiedene Abfertigungseinrichtungen gebaut. 1997 wurde die Betriebsgesellschaft Sogeaor gegründet, in der Absicht, den Flugplatz für den kommerziellen Flugverkehr zu öffnen. 2004 wurde ein ehrgeiziges Ausbauprojekt vorgestellt, das im weiteren Verlauf nur ansatzweise realisiert werden konnte. 2010 wurde der kommerzielle Regionalflugverkehr mit Linienflügen nach Rom und Pisa aufgenommen, 2011 aber wieder eingestellt.
Der Flugplatz Oristano ist nach dem aus Nuoro stammenden, aber in Oristano aufgewachsenen Luftwaffenoffizier Ernesto Campanelli benannt. Er flog 1925 als Unteroffizier und Flugzeugmechaniker mit dem Flugpionier Francesco De Pinedo von Italien nach Australien und Japan und wieder zurück. Später nahm er auch an den Langstreckenflügen Italo Balbos teil.

## Sonstiges
- Südwestlich des Flugplatzes Oristano ist der Luftraum weiträumig gesperrt (R54/D40). Dort üben vom Militärflugplatz Decimomannu kommende Kampfflugzeuge Luftkämpfe. Zu beachten ist insbesondere das Sperrgebiet R59 um die bei Oristano gelegene Halbinsel Capo Frasca, die als Luft-Boden-Schießplatz dient.
- Wenige Kilometer nördlich des Flugplatzes Oristano-Fenosu befindet sich bei Solarussa ein kleines Flugfeld mit einer 400 Meter langen Graspiste für Leichtflugzeuge.[2] Ein dritter Flugplatz der Provinz Oristano liegt bei Tresnuraghes.[3]
- Rund 35 Kilometer nordöstlich des Flugplatzes Oristano, bei Abbasanta, befindet sich ein Heliport, der jedoch nur von Polizei und Feuerwehr genutzt wird.
- Die nächsten größeren Verkehrsflughäfen befinden sich in Cagliari im Süden der Insel und in Alghero im Norden. Beide sind rund 100 Kilometer entfernt.